# منتخب المغرب لكرة الصالات
منتخب المغرب لكرة الصالات أو منتخب المغرب لكرة القدم الخماسية أو منتخب المغرب للفوتسال هو الفريق الذي يمثل المغرب في منافسات كرة الصالات العالمية والإفريقية وتشرف عليه الجامعة الملكية المغربية لكرة القدم. وهو واحد من أقوى منتخبات كرة الصالات في العالم.
وفقًا لتصنيف كرة الصالات العالمي (فيفا)، فقد احتل المنتخب المغربي منذ 6 مايو 2024 المرتبة السادسة عالميا لأقوى 10 منتخبات لكرة القدم داخل الصالات (بمجموع 1430 نقطة)، فيما يحتل المرتبة الأولى عربيا وإفريقيا وفق تصنيف الاتحاد الإفريقي لكرة القدم.
حقق المنتخب المغربي خلال السنوات الأخيرة عدة ألقاب متتالية: كأس الأمم الإفريقية لكرة الصالات ثلاث مرات متتالية أعوام (2016، 2020، 2024)، بطولة كأس العرب ثلاث مرات متتالية أعوام (2021، 2022، 2023)، ثم بطولة كأس القارات (2022) لأول مرة في تاريخه، ليكون بذلك أول منتخب عربي وإفريقي يفوز بهذه البطولة بعد هزيمة المنتخب الإيراني.
في عام 2023، توج المنتخب المغربي بأفضل منتخب في العالم من «فوتسال بلانيت»، بعد المستوى الكبير الذي ظهر به في السنوات الماضية، حيث فاز بثلاث ألقاب إفريقية، ومثلها في كأس العرب ليصبح بذلك أول منتخب في إفريقيا ومن خارج القارتين الأميركية والأوروبية يتوج بجائزة الأفضل في العالم. تاريخيا، يمتلك المنتخب المغربي أطول سلسلة مباريات بدون هزيمة وصلت 50 مباراة. بدأت هذه السلسلة بقيادة المدرب هشام الدكيك، آخرها الفوز على منتخب بولندا بنتيجة (3-1)، في إطار الاستعداد لبطولة كأس العالم المقررة إقامتها في أوزبكستان.

## اللاعبون

### التشكيلة الحالية
- تم الإعلان عن التشكيلة النهائية للمنتخب المشاركة في كأس العالم لكرة الصالات 2021 في 2 سبتمبر 2021.[10][11]

المدرب هشام الدكيك
| الرقم | المركز | اللاعب           | تاريخ الميلاد (العمر) | لعب | سجل | النادي                                 |
| ----- | ------ | ---------------- | --------------------- | --- | --- | -------------------------------------- |
| 1     | حارس   | عبد الكريم أنيبة | 8 أبريل 1989          | -   | -   | صقر أكادير                             |
| 12    | حارس   | رضا الخياري      | 21 مايو 1991          | -   | -   | لوكوس القصر الكبير                     |
| 16    | حارس   | محمد شريدو       | 20 سبتمبر 1999        | -   | -   | أسود الخبازات القنيطرة                 |
|       |        |                  |                       |     |     |                                        |
| 2     | دفاع   | محمد أشرف سعود   | 21 يونيو 1990         | -   | -   | شباب المحمدية                          |
| 4     | دفاع   | يوسف جواد        | 30 ديسمبر 1999        | -   | -   | شباب المحمدية                          |
| 6     | دفاع   | سفيان بوريط      | 11 ديسمبر 1992        | -   | -   | إفس كيمي 88                            |
|       |        |                  |                       |     |     |                                        |
| 5     | وسط    | يوسف المزراي     | 1 يوليو 1987          | -   | -   | فتح سطات                               |
| 7     | وسط    | إسماعيل أمزال    | 10 أكتوبر 1996        | -   | -   | صقر أكادير                             |
| 8     | وسط    | سعد كنية         | 6 سبتمبر 1987         | -   | -   | شباب المحمدية                          |
| 11    | وسط    | بلال البقالي     | 24 فبراير 1993        | -   | -   | أيه سي ميلاننادي لافلواز مايين الفرنسي |
| 13    | وسط    | حمزة بويوزان     | 11 يوليو 1991         | -   | -   | فريق بالما دي مايوركا                  |
| 14    | وسط    | إدريس الرايس فتي | 9 مايو 1996           | -   | -   | شباب المحمدية                          |
| 15    | وسط    | خالد بوزيد       | 20 أبريل 1998         | -   | -   | فريق سانتا كولوما                      |
|       |        |                  |                       |     |     |                                        |
| 3     | هجوم   | أنس العيان       | 30 أكتوبر 1992        | -   | -   | سيبيرتيل                               |
| 9     | هجوم   | عثمان بومزو      | 8 يوليو 1992          | -   | -   | شباب المحمدية                          |
| 10    | هجوم   | سفيان المسرار    | 5 يونيو 1990          | -   | -   | نادي لافالوا ستار مايين                |

## المشاركات الدولية

### بطولة كأس العالم
تنظم بطولة كأس العالم داخل الصالات كل أربع سنوات، وقد نظمت أول نسخة منها في هولندا في عام 1989، بموجب قواعد الفيفا الخاصة بإفريقيا يتأهل الفريق الفائز خلال بطولة أفريقيا لكرة القدم الخماسية للبطولة العاليمة ممثلا الاتحاد الأفريقي لكرة القدم.
استطاع التأهل للبطولة 3 مرات متتالية (2012، 2016، 2021) لتكون بذلك ثاني أكبر مشاركة لمنتخب عربي وإفريقي بعد المنتخب المصري لكرة الصالات.
تأهل المنتخب المغربي بقيادة المدرب هشام الدكيك لبطولة كأس العالم لكرة الصالات عام 2012 مقارعا ثلاث منتخبات قوية وهي (بنما وإسبانيا وإيران) ليغادر البطولة وهو في دوري المجموعات. في عام 2016 تأهل المغرب للبطولة للمرة الثانية ضد كل من إسبانيا وإيران وأذربيجان ليغادر البطولة للمرة الثانية بعد أن حل بالمرتبة الرابعة في دوري المجموعات.
في عام 2021، حقق المنتخب المغربي إنجازا تاريخيا كأول منتخب عربي وإفريقي يصل للربع النهائي في بطولة كأس العالم داخل الصالات قبل أن يطيح به منتخب البرازيل بهدف نظيف.
| سجل المشاركات في كأس العالم | سجل المشاركات في كأس العالم | سجل المشاركات في كأس العالم | سجل المشاركات في كأس العالم | سجل المشاركات في كأس العالم | سجل المشاركات في كأس العالم | سجل المشاركات في كأس العالم | سجل المشاركات في كأس العالم | سجل المشاركات في كأس العالم |  |
| النسخة                      | الجولة                      | لعب                         | فاز                         | تعادل                       | خسر                         | أهداف له                    | أهداف عليه                  | فارق الأهداف                |  |
| --------------------------- | --------------------------- | --------------------------- | --------------------------- | --------------------------- | --------------------------- | --------------------------- | --------------------------- | --------------------------- |  |
| 1989                        | لم يشارك                    | لم يشارك                    | لم يشارك                    | لم يشارك                    | لم يشارك                    | لم يشارك                    | لم يشارك                    | لم يشارك                    |  |
| 1992                        | لم يشارك                    | لم يشارك                    | لم يشارك                    | لم يشارك                    | لم يشارك                    | لم يشارك                    | لم يشارك                    | لم يشارك                    |  |
| 1996                        | لم يشارك                    | لم يشارك                    | لم يشارك                    | لم يشارك                    | لم يشارك                    | لم يشارك                    | لم يشارك                    | لم يشارك                    |  |
| 2000                        | لم يتأهل                    | لم يتأهل                    | لم يتأهل                    | لم يتأهل                    | لم يتأهل                    | لم يتأهل                    | لم يتأهل                    | لم يتأهل                    |  |
| 2004                        | لم يتأهل                    | لم يتأهل                    | لم يتأهل                    | لم يتأهل                    | لم يتأهل                    | لم يتأهل                    | لم يتأهل                    | لم يتأهل                    |  |
| 2008                        | لم يتأهل                    | لم يتأهل                    | لم يتأهل                    | لم يتأهل                    | لم يتأهل                    | لم يتأهل                    | لم يتأهل                    | لم يتأهل                    |  |
| 2012                        | الدور الأول                 | 3                           | 0                           | 0                           | 3                           | 5                           | 15                          | −10                         |  |
| 2016                        | الدور الأول                 | 3                           | 0                           | 0                           | 3                           | 6                           | 14                          | −8                          |  |
| 2021                        | ربع النهائي                 | 5                           | 2                           | 2                           | 1                           | 13                          | 7                           | +6                          |  |
| 2024                        | لم يحدد بعد                 | لم يحدد بعد                 | لم يحدد بعد                 | لم يحدد بعد                 | لم يحدد بعد                 | لم يحدد بعد                 | لم يحدد بعد                 | لم يحدد بعد                 |  |
| المجموع                     | 3/9                         | 11                          | 2                           | 2                           | 7                           | 24                          | 36                          | −12                         |  |

### بطولة كأس القارات
| سجل بطولة كأس القارات داخل الصالات | سجل بطولة كأس القارات داخل الصالات | سجل بطولة كأس القارات داخل الصالات | سجل بطولة كأس القارات داخل الصالات | سجل بطولة كأس القارات داخل الصالات | سجل بطولة كأس القارات داخل الصالات | سجل بطولة كأس القارات داخل الصالات | سجل بطولة كأس القارات داخل الصالات | سجل بطولة كأس القارات داخل الصالات |
| النسخة                             | الدور                              | اللعب                              | فاز                                | تعادل                              | خسر                                | أهداف له                           | أهداف عليه                         | فارق الأهداف                       |
| ---------------------------------- | ---------------------------------- | ---------------------------------- | ---------------------------------- | ---------------------------------- | ---------------------------------- | ---------------------------------- | ---------------------------------- | ---------------------------------- |
| 2009                               | لم يشارك                           | لم يشارك                           | لم يشارك                           | لم يشارك                           | لم يشارك                           | لم يشارك                           | لم يشارك                           | لم يشارك                           |
| 2013                               | لم يشارك                           | لم يشارك                           | لم يشارك                           | لم يشارك                           | لم يشارك                           | لم يشارك                           | لم يشارك                           | لم يشارك                           |
| 2014                               | لم يشارك                           | لم يشارك                           | لم يشارك                           | لم يشارك                           | لم يشارك                           | لم يشارك                           | لم يشارك                           | لم يشارك                           |
| 2022                               | البطل                              | 4                                  | 3                                  | 1                                  | 0                                  | 14                                 | 8                                  | +8                                 |
| المجموع                            | 1/5                                | 4                                  | 3                                  | 1                                  | 0                                  | 14                                 | 8                                  | +8                                 |

### بطولة كأس أفريقيا
| سجل بطولة أفريقيا لكرة القدم الخماسية | سجل بطولة أفريقيا لكرة القدم الخماسية | سجل بطولة أفريقيا لكرة القدم الخماسية | سجل بطولة أفريقيا لكرة القدم الخماسية | سجل بطولة أفريقيا لكرة القدم الخماسية | سجل بطولة أفريقيا لكرة القدم الخماسية | سجل بطولة أفريقيا لكرة القدم الخماسية | سجل بطولة أفريقيا لكرة القدم الخماسية | سجل بطولة أفريقيا لكرة القدم الخماسية |
| النسخة                                | الدور                                 | اللعب                                 | فاز                                   | تعادل                                 | خسر                                   | أهداف له                              | أهداف عليه                            | فارق الأهداف                          |
| ------------------------------------- | ------------------------------------- | ------------------------------------- | ------------------------------------- | ------------------------------------- | ------------------------------------- | ------------------------------------- | ------------------------------------- | ------------------------------------- |
| 1996                                  | لم بشارك                              | لم بشارك                              | لم بشارك                              | لم بشارك                              | لم بشارك                              | لم بشارك                              | لم بشارك                              | لم بشارك                              |
| 2000                                  | الوصيف (المركز الثاني)                | 3                                     | 1                                     | 1                                     | 1                                     | 24                                    | 12                                    | +12                                   |
| 2004                                  | نصف النهائي                           | 2                                     | 0                                     | 0                                     | 2                                     | 3                                     | 11                                    | −8                                    |
| 2008                                  | المركز الثالث                         | 6                                     | 4                                     | 0                                     | 2                                     | 20                                    | 11                                    | +9                                    |
| 2011                                  | إلغاء                                 | إلغاء                                 | إلغاء                                 | إلغاء                                 | إلغاء                                 | إلغاء                                 | إلغاء                                 | إلغاء                                 |
| 2016                                  | البطل                                 | 5                                     | 4                                     | 0                                     | 1                                     | 17                                    | 10                                    | +7                                    |
| 2020                                  | البطل                                 | 5                                     | 5                                     | 0                                     | 0                                     | 23                                    | 1                                     | +22                                   |
| 2024                                  | البطل                                 | 5                                     | 5                                     | 0                                     | 0                                     | 37                                    | 06                                    | +31                                   |
| المجموع                               | 6/6                                   | 25                                    | 19                                    | 1                                     | 5                                     | 124                                   | 51                                    | +73                                   |

### بطولة كأس العرب
نظم الاتحاد العربي لكرة القدم أول نسخة من المسابقة العربية لكرة القدم الخماسية في عام 1998 تحت مسمى «البطولة العربية لكرة الصالات» قبل أن يتم تغيير اسمها إلى «كأس العرب لكرة الصالات» ابتداء من نسخة عام 2021. شارك المنتخب المغربي لكرة القدم الخماسية في «كأس العرب» خمس مرات من أصل ست نسخ، فاز فيها مرتين متتالتين بالبطولة، بينما احتل المرتبة التانية مرتين على التوالي، مقابل خسارة واحدة تجلت في احتلاله المرتبة الرابعة بيتما لم يشارك في نسخة 2008.
خاض المنتخب المغربي أول مشاركة له في النسخة الأولى من البطولة في عام 1998 حيث استطاع الوصول إلى النهائيات لكنه حل بالمركز الثاني بعد خسارته اللقب أمام المنتخب المصري، وهو السيناريو الذي تكرر في النسخة الثانية من البطولة عام 2005، بينما خسر اللقب في النسخة الثالثة من المنافسة حيث حل بالمرتبة الرابعة.
في عام 2021، وبقيادة المدرب المغربي هشام الدكيك استطاع المنتخب المغربي لأول مرة في تاريخه الفوز بالنسخة الخامسة من البطولة العربية بعد تغلبه على المنتخب المصري بأربعة أهداف نظيفة وبفارق أهداف بلغ 24 هدفا، وهو اللقب الذي دافع عنه أسود الأطلس خلال النسخة السادسة من البطولة ضد المنتخب العراقي ليتوجوا به للمرة التانية على التوالي في عام 2022 بفارق أهداف بلغ 40 هدفا، ليعادل بذلك نظيره المصري والليبي في عدد الفوز بالبطولة بلقبين متتاليتين.
في 2023، تصدر منتخب المغرب للفوتسال البطولة بعد فوزه بالنسخة السابعة للمرة الثالثة على التوالي أمام منتخب الكويت بنتيجة 7 أهداف لهدف واحد.
| سجل البطولة العربية لكرة القدم الخماسية | سجل البطولة العربية لكرة القدم الخماسية | سجل البطولة العربية لكرة القدم الخماسية | سجل البطولة العربية لكرة القدم الخماسية | سجل البطولة العربية لكرة القدم الخماسية | سجل البطولة العربية لكرة القدم الخماسية | سجل البطولة العربية لكرة القدم الخماسية | سجل البطولة العربية لكرة القدم الخماسية | سجل البطولة العربية لكرة القدم الخماسية |
| النسخة                                  | الدور                                   | اللعب                                   | فاز                                     | تعادل                                   | خسر                                     | أهداف له                                | أهداف عليه                              | فارق الأهداف                            |
| --------------------------------------- | --------------------------------------- | --------------------------------------- | --------------------------------------- | --------------------------------------- | --------------------------------------- | --------------------------------------- | --------------------------------------- | --------------------------------------- |
| 1998                                    | الوصيف (المركز الثاني)                  | 5                                       | 4                                       | 0                                       | 1                                       | 30                                      | 19                                      | +11                                     |
| 2005                                    | الوصيف (المركز الثاني)                  | 5                                       | 4                                       | 0                                       | 1                                       | 30                                      | 15                                      | +15                                     |
| 2007                                    | المركز الرابع                           | 5                                       | 2                                       | 0                                       | 3                                       | 12                                      | 18                                      | −6                                      |
| 2008                                    | لم يشارك                                | لم يشارك                                | لم يشارك                                | لم يشارك                                | لم يشارك                                | لم يشارك                                | لم يشارك                                | لم يشارك                                |
| 2021                                    | البطل                                   | 5                                       | 5                                       | 0                                       | 0                                       | 26                                      | 2                                       | +24                                     |
| 2022                                    | البطل                                   | 6                                       | 6                                       | 0                                       | 0                                       | 46                                      | 6                                       | +40                                     |
| 2023                                    | البطل                                   | 6                                       | 6                                       | 0                                       | 0                                       | 32                                      | 6                                       | +26                                     |
| المجموع                                 | 6/7                                     | 32                                      | 26                                      | 0                                       | 5                                       | 176                                     | 66                                      | +110                                    |

### بطولة اتحاد شمال أفريقيا
| سجل دورة اتحاد شمال أفريقيا لكرة القدم الخماسية | سجل دورة اتحاد شمال أفريقيا لكرة القدم الخماسية | سجل دورة اتحاد شمال أفريقيا لكرة القدم الخماسية | سجل دورة اتحاد شمال أفريقيا لكرة القدم الخماسية | سجل دورة اتحاد شمال أفريقيا لكرة القدم الخماسية | سجل دورة اتحاد شمال أفريقيا لكرة القدم الخماسية | سجل دورة اتحاد شمال أفريقيا لكرة القدم الخماسية | سجل دورة اتحاد شمال أفريقيا لكرة القدم الخماسية | سجل دورة اتحاد شمال أفريقيا لكرة القدم الخماسية |
| النسخة                                          | الدور                                           | اللعب                                           | فاز                                             | تعادل                                           | خسر                                             | أهداف له                                        | أهداف عليه                                      | فارق الأهداف                                    |
| ----------------------------------------------- | ----------------------------------------------- | ----------------------------------------------- | ----------------------------------------------- | ----------------------------------------------- | ----------------------------------------------- | ----------------------------------------------- | ----------------------------------------------- | ----------------------------------------------- |
| 2005                                            | الوصيف (المركز الثاني)                          | 4                                               | 2                                               | 0                                               | 2                                               | 23                                              | 8                                               | +15                                             |
| 2009                                            | لم يشارك                                        | لم يشارك                                        | لم يشارك                                        | لم يشارك                                        | لم يشارك                                        | لم يشارك                                        | لم يشارك                                        | لم يشارك                                        |
| 2010                                            | الوصيف (المركز الثاني)                          | 4                                               | 3                                               | 0                                               | 1                                               | 21                                              | 5                                               | +16                                             |
| المجموع                                         | 2/3                                             | 8                                               | 5                                               | 0                                               | 3                                               | 44                                              | 13                                              | +31                                             |

## تصنيف المنتخب
التصنيف يحسب من قبل الفيفا.
آخر تحديث مايو 2024.
| البلد        | (التصنيف العربي والإفريقي) | فيفا (التصنيف العالمي) | النقط |
| ------------ | -------------------------- | ---------------------- | ----- |
| المغرب       | 1                          | 6                      | 1430  |
| الكويت       | 2                          | 35                     | 1115  |
| مصر          | 3                          | 37                     | 1098  |
| العراق       | 4                          | 42                     | 1091  |
| أنغولا       | 5                          | 47                     | 1054  |
| السعودية     | 6                          | 48                     | 1049  |
| ليبيا        | 7                          | 50                     | 1046  |
| جنوب إفريقيا | 8                          | 51                     | 1041  |
| لبنان        | 9                          | 53                     | 1032  |
| البحرين      | 10                         | 73                     | 978   |

## الألقاب والجوائز

### المسابقات الرسمية
بطولة كأس العالم :
- الربع نهائي : 2021، 2024

بطولة كأس القارات :
- البطل (1) : 2022

بطولة كأس إفريقيا :
- البطل (3) : 2016، 2020، 2024
- الوصيف : 2000
- المركز الثالث : 2004، 2008

بطولة كأس العرب :
- البطل (3) : 2021، 2022، 2023
- الوصيف : 1998، 2005

 بطولة الاتحاد الأوروبي :
- الوصيف : 1995

### المسابقات الودية
بطولة الاتحاد الصيني الدولية لكرة الصالات
- البطل (1) : 2019[22]

بطولة بوريتش الدولية لكرة الصالات
- البطل (1) : 2020

كأس الشتاء لأسبوع كرة الصالات (Futsal Week Winter Cup)
- البطل (1) : 2020[23]

كأس أكتوبر لأسبوع كرة الصالات (Futsal Week October Cup)
- البطل (1) : 2023[24]

بطولة الرباط الدولية لكرة الصالات
- البطل (1) : 2023[25]

بطولة كرواتيا الدولية لكرة الصالات
- البطل (1) : 2023

بطولة الفيتنام الدولية لكرة الصالات (هوتشي منه)
- البطل (1) : 2024[26]

## وصلات خارجية
- الموقع الرسمي